# Jan Långben ohoj
Jan Långben ohoj (engelska: How to Be a Sailor) är en amerikansk animerad kortfilm med Långben från 1944.

## Handling
Filmen är uppbyggd som en undervisningsfilm och handlar om Långben som visar publiken konsten att ta sig fram med båt och om hur segling gått till genom åren.

## Om filmen
Filmen hade svensk premiär den 11 december 1944 på Sture-Teatern i Stockholm och ingick i kortfilmsprogrammet Kalle Anka på turné, tillsammans med de andra kortfilmerna Jan Långben som uppfinnare, Pluto i Brasilien, Kalle Anka får punktering, Pojkarnas paradis (ej Disney), Figaro och Cleo och Kalle Anka som luftbevakare.
Filmen har haft flera svenska titlar genom åren. Vid biopremiären 1944 gick den under titeln Jan Långben ohoj. Alternativa titlar till filmen är Kapten Långben, ohoj och Ohoj kapten Långben.
Filmen finns dubbad till svenska.

## Rollista
- Pinto Colvig – Långben
- John McLeish – berättare[7]